# Macheren
Macheren – miejscowość i gmina we Francji, w regionie Grand Est, w departamencie Mozela.
Według danych na rok 1990 gminę zamieszkiwało 2 786 osób, a gęstość zaludnienia wynosiła 164 osoby/km² (wśród 2335 gmin Lotaryngii Macheren plasuje się na 164. miejscu pod względem liczby ludności, natomiast pod względem powierzchni na miejscu 265.).